# Andreas Reisinger
Andreas Reisinger (Bécs, 1963. október 14. –) válogatott osztrák labdarúgó, középpályás, edző.

## Pályafutása

### Klubcsapatban
1983 és 1986 között a Favoritner AC, 1986 és 1989 között a Wiener SC, 1989 és 1991 között a Rapid Wien labdarúgója volt. 1991 és 1994 között a Casino Salzburg csapatában szerepelt és egy bajnoki címet szerzett az együttessel. 1994-ben a Vorwärts Steyr, 1994 és 1997 között ismét a Wiener SC játékosa volt.

### A válogatottban
1989–90-ben tíz alkalommal szerepelt az osztrák válogatottban. Tagja volt az 1990-es olaszországi világbajnokságon részt vevő csapatnak.

### Edzőként
1997-ben a Wiener SC csapatánál kezdte az edzői pályafutását. 2001-ben a Floridsdorfer AC, 2002–03-ban a Kremser SC vezetőedzője volt. 2005 és 2011 között a Rapid Wien második csapatának szakmai munkáját irányította.  2012-ben az FC Tulln, 2013-ban az SC Perchtoldsdorf, 2013–14-ben a Wiener Viktoria, 2014–15-ben az SV Wimpassing, 2015–16-ban ismét a Wiener SC edzőjeként dolgozott.

## Sikerei, díjai
Austria Salzburg
- Osztrák bajnokság
  - bajnok: 1993–94